# Донховка (платформа)
Донхо́вка — остановочный пункт на тупиковом однопутном ответвлении Решетниково — Конаково ГРЭС от главного хода Октябрьской железной дороги (Ленинградского направление Московского ЖД узла). Находится в деревне Новошино Конаковского района Тверской области. Названа по одноимённой реке.
К северо-востоку от платформы располагается железнодорожный переезд. На платформе останавливаются все электропоезда, курсирующие по маршруту Москва — Конаково ГРЭС, кроме экспресса.